# 古川鉄治郎
古川 鉄治郎（ふるかわ てつじろう、1878年2月12日 - 1940年1月19日）は、日本の実業家。丸紅商店（後の丸紅の前身）専務取締役などを歴任した。また、出身地である豊郷村（後の豊郷町）に、ヴォーリズ建築事務所の設計による、当時としては画期的な近代的校舎を擁する豊郷村小学校（豊郷町立豊郷小学校の前身）を寄付したことでも知られている。

## 経歴
滋賀県犬上郡豊郷村に、商家（油屋）の次男として生まれる。1889年、大阪で繊維商を興していた、おじ初代伊藤忠兵衛の書生となり、1891年に中年者（丁稚の上）として伊藤本店に入店した。その後、本店支配人、株式会社伊藤忠商店（後の伊藤忠商事の前身）の取締役・支配人、株式会社丸紅商店専務取締役を歴任した。この間、1928年には7か月ほどの欧米視察旅行に赴いた。
1931年、丸紅商店は初代社長であった七代目伊藤長兵衛が引退し、副社長であった伊藤忠三が代表取締役から外れた会長に就任して、古川ひとりが代表取締役という体制となったが、これは古川が社長就任を固辞したためという。古川は、死去するまで丸紅商店専務取締役として同社の経営にあたり、事業規模を拡大させていった。
1935年、古川は豊郷村へ小学校の寄付を申し出、1937年にその完成を見た。60万円にものぼったとされる寄付総額は、古川の私財の3分の2に相当する巨額であったという。
古川は、事業経営のかたわら、1926年に社会事業団体として「私立芙蓉会」を設けて社会事業にも取り組んだが、古川没後の1941年に、この会は財団法人芙蓉会となった。